# Хефлигер, Луи

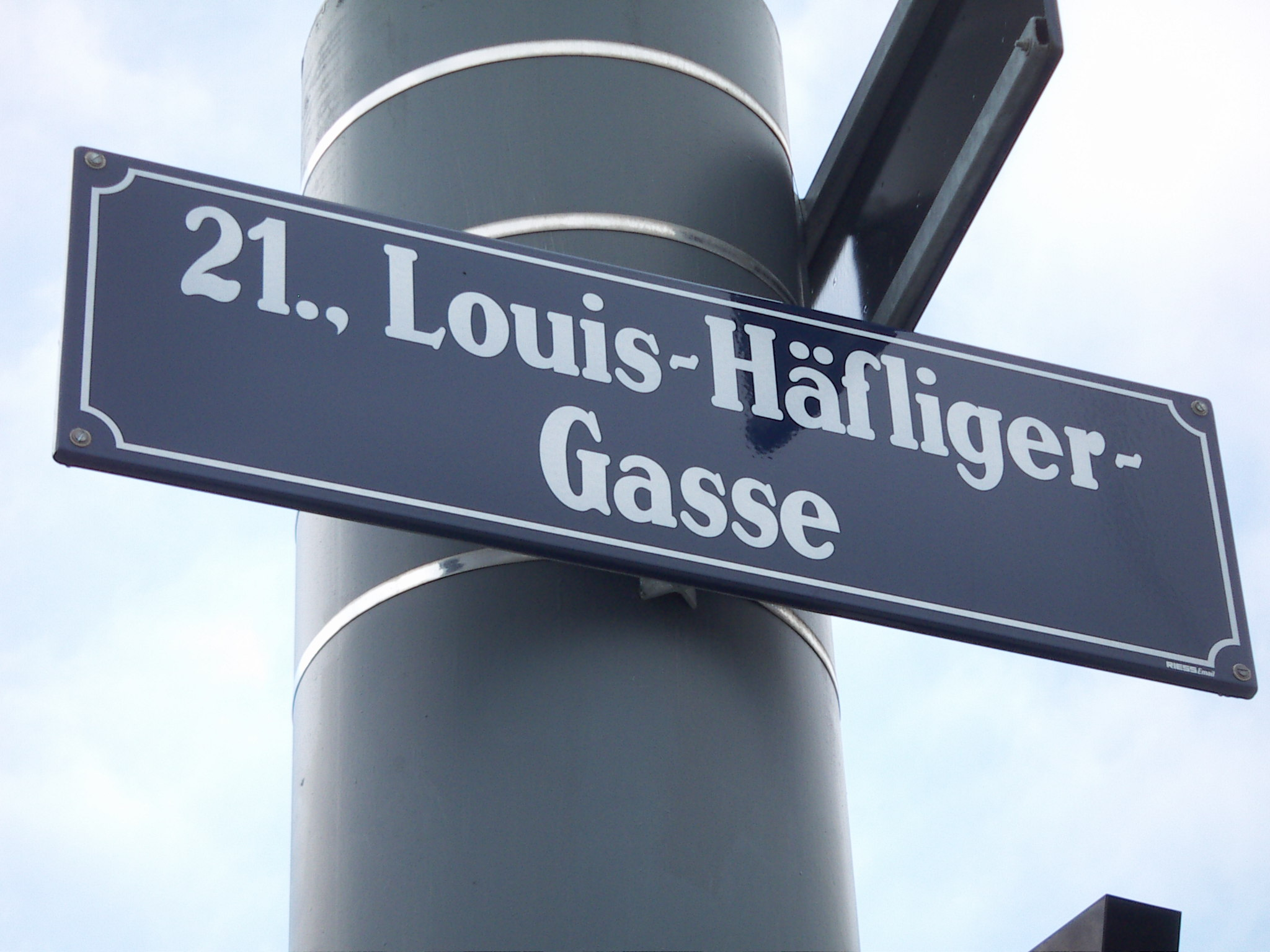
Переулок Луи Хефлигера в венском районе Флоридсдорф

Луи Хефлигер (30 января 1904 — 15 февраля 1993) — швейцарский банковский служащий. В апреле 1945 года он отправился в качестве представителя Международного комитета Красного Креста (МККК) на миссию по сопровождению перевозки продуктов питания в концлагерь Маутхаузен. Непосредственно перед окончанием Второй мировой войны Луи Хефлигер предотвратил уничтожение подземных авиационных заводов в Санкт-Георгене и туннелей в концентрационных лагерях Гузена и, таким образом, убийство десятков тысяч заключенных, уведомив американские войска и сопроводив их в концлагерь. За эту акцию он стал известен как «Спаситель Маутхаузена», но был осужден МККК за свои несанкционированные действия и реабилитирован только в 1990 году. В 1950 и 1988 годах он был номинирован на Нобелевскую премию мира.

## Память

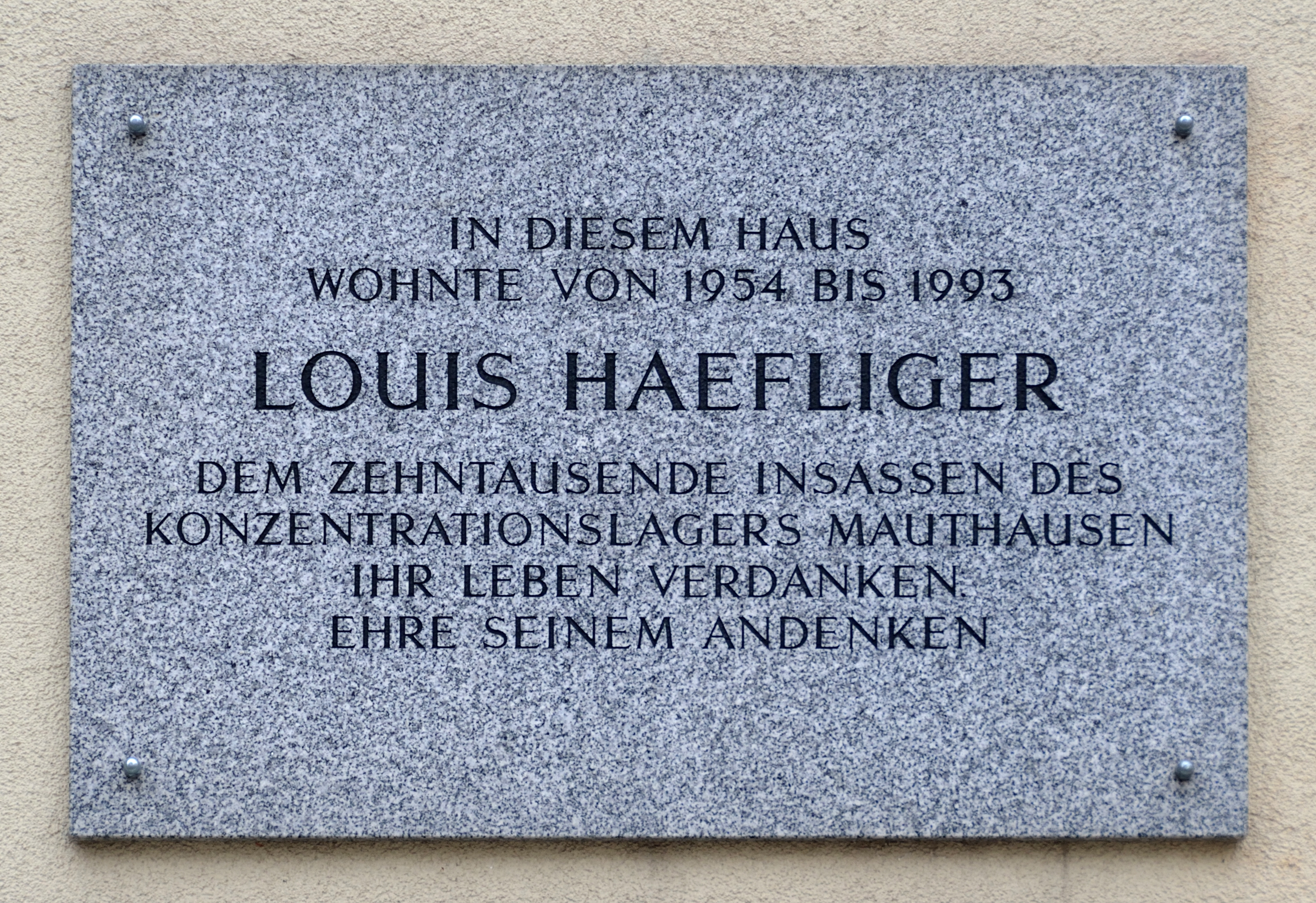
Табличка на доме

В сентябре 2003 года в Цюрихе открылся парк Луи Хефлигера.